# Distichodus schenga
Distichodus schenga är en fiskart som beskrevs av Peters 1852. Distichodus schenga ingår i släktet Distichodus och familjen Distichodontidae. IUCN kategoriserar arten globalt som livskraftig. Inga underarter finns listade i Catalogue of Life.